# Wereldkampioenschap superbike van Sugo 1999
Het wereldkampioenschap superbike van Sugo 1999 was de dertiende en laatste ronde van het wereldkampioenschap superbike 1999. De races werden verreden op 10 oktober 1999 op het Sportsland SUGO nabij Murata, Japan. Tijdens het weekend kwam enkel het WK superbike in actie, het wereldkampioenschap Supersport was niet aanwezig op het circuit.

## Superbike

### Race 1
| Pos | Nr  | Rijder              | Constructeur | Rondes | Tijd        | Grid | Punten |
| --- | --- | ------------------- | ------------ | ------ | ----------- | ---- | ------ |
| 1   | 64  | Akira Ryo           | Suzuki       | 25     | 37:59.744   | 3    | 25     |
| 2   | 1   | Carl Fogarty        | Ducati       | 25     | +2.828      | 5    | 20     |
| 3   | 4   | Akira Yanagawa      | Kawasaki     | 25     | +2.932      | 4    | 16     |
| 4   | 59  | Keiichi Kitagawa    | Suzuki       | 25     | +7.688      | 8    | 13     |
| 5   | 56  | Wataru Yoshikawa    | Yamaha       | 25     | +8.682      | 6    | 11     |
| 6   | 58  | Tamaki Serizawa     | Kawasaki     | 25     | +11.537     | 12   | 10     |
| 7   | 7   | Pierfrancesco Chili | Suzuki       | 25     | +13.037     | 9    | 9      |
| 8   | 11  | Troy Corser         | Ducati       | 25     | +13.307     | 1    | 8      |
| 9   | 5   | Colin Edwards       | Honda        | 25     | +15.183     | 10   | 7      |
| 10  | 57  | Makoto Tamada       | Honda        | 25     | +15.223     | 11   | 6      |
| 11  | 65  | Shinichi Ito        | Honda        | 25     | +15.856     | 14   | 5      |
| 12  | 41  | Noriyuki Haga       | Yamaha       | 25     | +17.967     | 7    | 4      |
| 13  | 75  | Takeshi Tsujimura   | Yamaha       | 25     | +21.158     | 13   | 3      |
| 14  | 6   | Gregorio Lavilla    | Kawasaki     | 25     | +30.828     | 18   | 2      |
| 15  | 77  | Yuichi Takeda       | Honda        | 25     | +31.065     | 15   | 1      |
| 16  | 111 | Aaron Slight        | Honda        | 25     | +32.290     | 16   |        |
| 17  | 61  | Hitoyasu Izutsu     | Kawasaki     | 25     | +32.565     | 19   |        |
| 18  | 81  | Chojun Kameya       | Suzuki       | 25     | +36.563     | 17   |        |
| 19  | 21  | Katsuaki Fujiwara   | Suzuki       | 25     | +57.638     | 21   |        |
| 20  | 70  | Giovanni Bussei     | Kawasaki     | 25     | +1:03.685   | 22   |        |
| 21  | 16  | Andreas Meklau      | Ducati       | 25     | +1:04.300   | 23   |        |
| 22  | 33  | Robert Ulm          | Kawasaki     | 25     | +1:04.798   | 24   |        |
| 23  | 38  | Lance Isaacs        | Ducati       | 24     | +1 ronde    | 26   |        |
| DNF | 23  | Jiří Mrkývka        | Ducati       | 14     | Uitgevallen | 25   |        |
| DNF | 9   | Peter Goddard       | Aprilia      | 13     | Uitgevallen | 20   |        |
| DNF | 24  | Vladimír Karban     | Suzuki       | 6      | Uitgevallen | 27   |        |
| DNF | 60  | Shinya Takeishi     | Kawasaki     | 0      | Uitgevallen | 2    |        |

### Race 2
| Pos | Nr  | Rijder              | Constructeur | Rondes | Tijd        | Grid | Punten |
| --- | --- | ------------------- | ------------ | ------ | ----------- | ---- | ------ |
| 1   | 4   | Akira Yanagawa      | Kawasaki     | 25     | 38:03.761   | 4    | 25     |
| 2   | 64  | Akira Ryo           | Suzuki       | 25     | +0.139      | 3    | 20     |
| 3   | 59  | Keiichi Kitagawa    | Suzuki       | 25     | +0.574      | 8    | 16     |
| 4   | 41  | Noriyuki Haga       | Yamaha       | 25     | +5.087      | 7    | 13     |
| 5   | 1   | Carl Fogarty        | Ducati       | 25     | +5.641      | 5    | 11     |
| 6   | 56  | Wataru Yoshikawa    | Yamaha       | 25     | +7.083      | 6    | 10     |
| 7   | 7   | Pierfrancesco Chili | Suzuki       | 25     | +9.258      | 9    | 9      |
| 8   | 58  | Tamaki Serizawa     | Kawasaki     | 25     | +11.892     | 12   | 8      |
| 9   | 5   | Colin Edwards       | Honda        | 25     | +12.411     | 10   | 7      |
| 10  | 57  | Makoto Tamada       | Honda        | 25     | +12.441     | 11   | 6      |
| 11  | 60  | Shinya Takeishi     | Kawasaki     | 25     | +14.854     | 2    | 5      |
| 12  | 75  | Takeshi Tsujimura   | Yamaha       | 25     | +14.867     | 13   | 4      |
| 13  | 111 | Aaron Slight        | Honda        | 25     | +16.071     | 16   | 3      |
| 14  | 11  | Troy Corser         | Ducati       | 25     | +16.366     | 1    | 2      |
| 15  | 61  | Hitoyasu Izutsu     | Kawasaki     | 25     | +16.495     | 19   | 1      |
| 16  | 6   | Gregorio Lavilla    | Kawasaki     | 25     | +16.861     | 18   |        |
| 17  | 77  | Yuichi Takeda       | Honda        | 25     | +30.267     | 15   |        |
| 18  | 21  | Katsuaki Fujiwara   | Suzuki       | 25     | +39.484     | 21   |        |
| 19  | 9   | Peter Goddard       | Aprilia      | 25     | +41.202     | 20   |        |
| 20  | 70  | Giovanni Bussei     | Kawasaki     | 25     | +54.097     | 22   |        |
| 21  | 38  | Lance Isaacs        | Ducati       | 24     | +1 ronde    | 26   |        |
| DNF | 16  | Andreas Meklau      | Ducati       | 24     | Ongeluk     | 23   |        |
| DNF | 65  | Shinichi Ito        | Honda        | 14     | Ongeluk     | 14   |        |
| DNF | 24  | Vladimír Karban     | Suzuki       | 12     | Uitgevallen | 27   |        |
| DNF | 23  | Jiří Mrkývka        | Ducati       | 11     | Uitgevallen | 25   |        |
| DNF | 33  | Robert Ulm          | Kawasaki     | 8      | Uitgevallen | 24   |        |
| DNF | 81  | Chojun Kameya       | Suzuki       | 5      | Ongeluk     | 17   |        |

## Eindstanden na wedstrijd

### Superbike
| Pos | Nr  | Rijder         | Team     | Punten |
| --- | --- | -------------- | -------- | ------ |
| 1   | 1   | Carl Fogarty   | Ducati   | 489    |
| 2   | 5   | Colin Edwards  | Honda    | 361    |
| 3   | 11  | Troy Corser    | Ducati   | 361    |
| 4   | 111 | Aaron Slight   | Honda    | 323    |
| 5   | 4   | Akira Yanagawa | Kawasaki | 308    |

1988 · 1989 · 1990 · 1991 · 1992 · 1993 · 1994 · 1995 · 1996 · 1997 · 1998 · 1999 · 2000 · 2001 · 2002 · 2003